# Józef Poznański
Józef Poznański, właściwie Izaak Topfer (ur. 6 listopada 1920) – kapitan Wojska Polskiego, oficer polskiego wywiadu wojskowego (Oddziału II, następnie Zarządu II Sztabu Generalnego WP).
Od 1947 pełnił służbę w Oddziale II Sztabu Generalnego. We wrześniu 1949 był słuchaczem Wyższej Szkoły Oficerów Politycznych w Rembertowie. Od marca 1950 był starszym pomocnikiem kierownika Sekcji IV (włoskiej) Wydziału IV (Informacyjnego) Oddziału II SG WP, a następnie od 1952 starszym pomocnikiem Szefa Wydziału 6 Oddziału III (morskiego) Zarządu II Sztabu Generalnego Wojska Polskiego.
Zwolniony z wojska w kwietniu 1953, w styczniu 1957 wyemigrował do Izraela.